# Hunts Mesa

Perspectiva panorâmica das formações rochosas do Monument Valley a partir da elevação de Hunts Mesa

Hunts Mesa é uma formação rochosa localizada no Monument Valley, ao sul da fronteira entre Utah e Arizona nos Estados Unidos e a oeste da fronteira entre os condados de Navajo e Apache do Arizona. É um dos dois destinos interiores populares no Monument Valley Navajo Tribal Park para os turistas experimentarem vistas panorâmicas das famosas formações de arenito à distância. O outro é o Mystery Valley. É necessário um guia Navajo para caminhar até qualquer um deles.
Hunts Mesa forma a borda sudeste do Monument Valley e a borda norte do Little Capitan Valley. Sua altitude é de 1 942 metros. O acesso a ela não é pela entrada geral do parque, mas sim pelas dunas de areia a nordeste da cidade de Kayenta, Arizona.
Em 16 de outubro de 1984, um avião bombardeiro estratégico B-52G da Força Aérea dos Estados Unidos caiu em Hunts Mesa, matando dois dos sete tripulantes.